# Ogcodes alluaudi
Ogcodes alluaudi este o specie de muște din genul Ogcodes, familia Acroceridae, descrisă de Becker în anul 1914.
Este endemică în Kenya. Conform Catalogue of Life specia Ogcodes alluaudi nu are subspecii cunoscute.